# Bande (Gruppe)

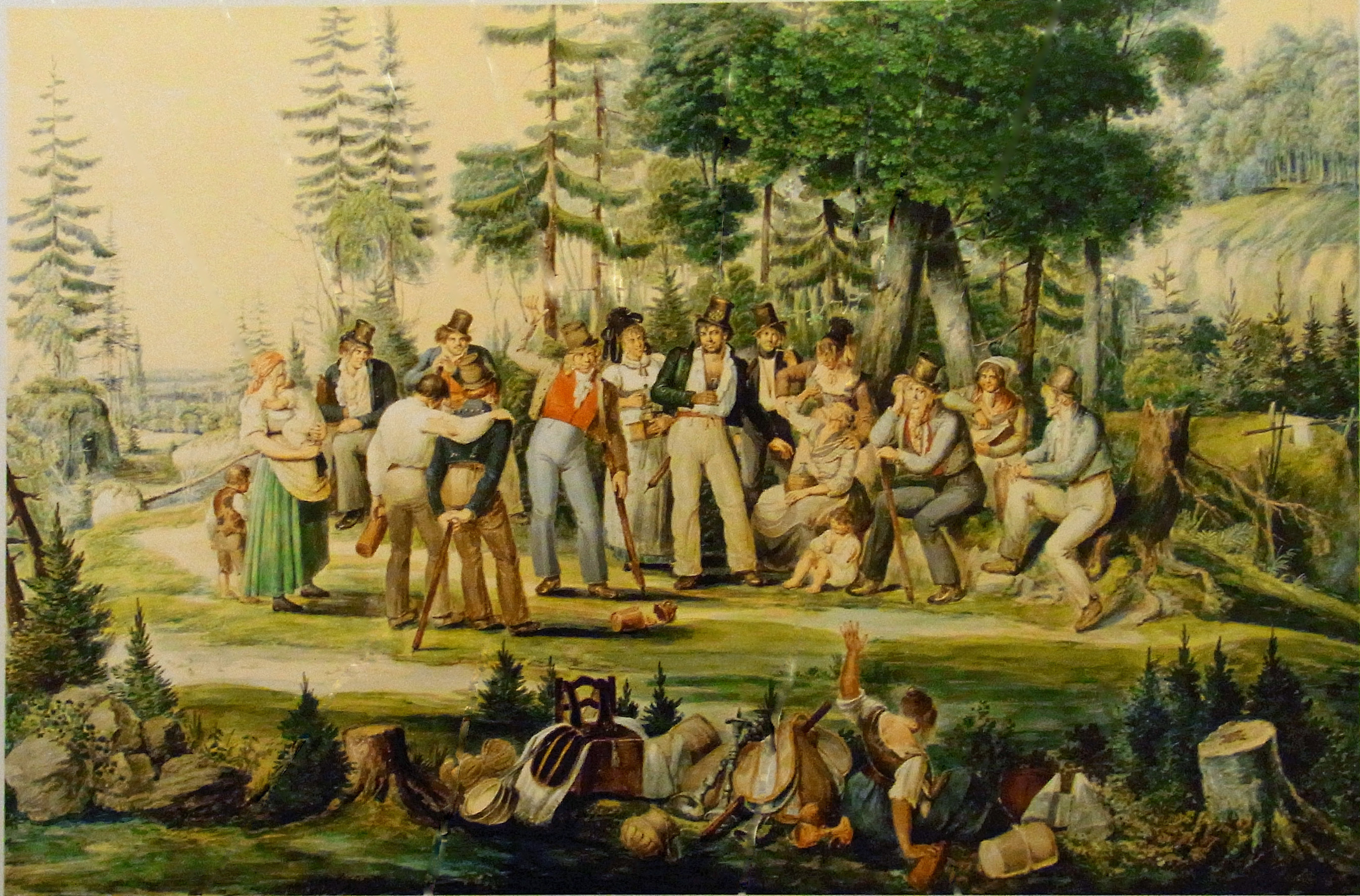
Die Räuberbande des Schwarzen Veri, Gemälde von Johann Baptist Pflug, frühes 19. Jahrhundert

Die Bezeichnung Bande ist eine Entlehnung aus dem Französischen bande = „Gruppe, Schar“ und stand ursprünglich für eine Gruppe von Menschen, die sich hinter einer gemeinsamen Fahne (gotisch bandwa „Symbol, Zeichen“) versammelten. Umgangssprachlich wird damit eine Gruppe meist junger Menschen bezeichnet, die zusammen etwas unternehmen, etwa als Rasselbande, Jungenbande oder Mädchenbande. In der Hip-Hop-Szene wird dafür auch der Anglizismus Gang verwendet. Die japanischen Bōsōzoku ähneln den westlichen Tuningklubs.
Die Bedeutungsverschlechterung zu einer Gruppe von Verbrechern geht vermutlich auf den Einfluss des Wortes Bandit (italienisch bandito für „Verbannter“, „Geächteter“) zurück.

## Historische Begriffsprägungen
Anfang des 20. Jahrhunderts wurden Banden häufig mit Söldnern gleichgesetzt. So definierte Meyers Konversationslexikon 1905 „Banden“ als:

„nach Verfall der Feudalkriegsverfassung im Mittelalter die Verbände der durch Werbung etc. zusammengebrachten Mietstruppen. Sie bildeten förmliche Kriegsgewerbsgenossenschaften und erlangten in Italien (condottieri) und Frankreich politische Bedeutung. Nach Ort und Art ihres Auftretens führten sie, namentlich in Frankreich, verschiedene Namen, wie z. B. aventuriers, bandits, brigands, cantatours (sie sangen auf dem Marsch), mille-diables, fendeurs (Eisenfresser), coterels, routiers, roustres, retondeurs etc. Wie schon die Namen besagen, verübten sie vielfache Untaten, und Karl VII. machte ihnen nach Errichtung der Ordonnanzkompagnien ein Ende. Die Bandes unter Ludwig XII. waren schon regelrechter formierte Fußtruppen. In Deutschland waren die B. Vorläufer der Landsknechte.“

Während des Russischen Bürgerkrieges wurden gegen die Bolschewiki bzw. gegen die Tscheka und die Rote Armee operierende Partisanen wie Nestor Machno als Banditen bezeichnet, um ihre politischen Motive zu denunzieren.
Während des Zweiten Weltkrieges wurde der Begriff vor allem in der Form Bandenbekämpfung von der nationalsozialistischen Propaganda gebraucht. Mit dieser Herabwürdigung sollte die eher heroisch klingende Bezeichnung Partisanen vermieden werden.
Im Zuge der 68er-Bewegung, die sich – teilweise – in Form von terroristischen Gruppen wie der Rote Armee Fraktion, der Bewegung 2. Juni und der Revolutionären Zellen zu kriminellen Vereinigungen zusammenschloss, erfuhr der Begriff der „Bande“ in Teilen der Alternativbewegung eine positive Umdeutung. „Bildet Banden!“ war in den 1970er Jahren ein gängiger Slogan in diesem Umfeld und oft in Verbindung mit dem Konterfei Pippi Langstrumpfs in Flugschriften abgedruckt oder auf Hauswände gesprüht.
In der Hip-Hop-Szene kam es ebenfalls zu einer positiven Prägung des Begriffs „Gang“, nicht zuletzt in Form einer Romantisierung des Ghetto-Lebens. Das Leben als „Gangster“ in einer Straßenbande wird im Gangsta-Rap glorifiziert. Andererseits trat der Hip-Hop aber auch als Befriedung des Bandenwesens auf, etwa in Initiativen wie der durch den New Yorker DJ Afrika Bambaataa gegründeten, einflussreichen Organisation Zulu Nation. Der Begriff der Gang wird hier auch für den Freundeskreis benutzt.
In den 1970er-Jahren prägte Mao Zedong, der Vorsitzende der Kommunistischen Partei Chinas, den Begriff Viererbande, um eine ihm missliebige Gruppe von vier Führungskräften seiner Staatspartei zu kennzeichnen, darunter Jiang Qing, seine Gattin.
In einer alternativen Wortbedeutung wird der Begriff auch für nicht-kriminelle Gruppen verwendet, insbesondere für junge Menschen, die gemeinsam etwas unternehmen.

## Sozialwissenschaftliche Bedeutung
Nach der ‚Theorie des schützenden Rahmens’ ordnet der Wagnisforscher Siegbert A. Warwitz der Bandenbildung von Jugendlichen bei ihren Risikounternehmungen und gegebenenfalls auch rechtswidrigen Handlungen eine doppelte Schutzfunktion zu: Zum einen scheint das Aufgehen in der Anonymität einer größeren Gruppe den Einzelnen als Täter schwerer identifizieren, sogar verschwinden zu lassen. Zum anderen meint man, dass die gemeinsam begangene Tat die Verantwortung für den Einzelnen verringere, weil die Schuld sich auf viele Schultern verteile. Die Ermittlung eines Haupttäters oder eines speziellen Tatanteils wird besonders dann schwierig, wenn sich die Gang als eine verschworene Solidargemeinschaft erweist:
„Als gerne genutzter schützender Rahmen dient vielen Jugendlichen bei ihren Risikounternehmungen auch die Gang: Die gemeinsam begangene Tat schwächt die Schwere des Vergehens für den einzelnen ab, so meinen sie: ‚Ich war es nicht. Wir waren es alle zusammen,’ heißt die gängige Entschuldigung, mit der die Schuldverteilung auf mehrere den einzelnen entlasten soll.“
Unter großen Banden, die konkurrierende Absatzmärkte in gleichen geographischen Gebieten pflegen, sind Bandenkriege (wie beispielsweise in Mexiko und Brasilien) nicht selten. Sie dienen dazu, das Einflussgebiet zu vergrößern. Je weniger Bandenkonkurrenz pro Deliktsgruppe besteht, desto größer wird das Monopol einer Bande.

### Deutschland
Ende der 1970er-Jahre formierten sich insbesondere in Hamburg zahlreiche Straßengangs nach amerikanischem Vorbild, wie die Champs, Die Löwen, Grave Diggers oder Streetboys, die in der Stadt ihre Gebietsansprüche gewaltsam durchsetzten. In der Folge kam es in den 1980er Jahren, vor allem im Umkreis des Rotlichtmilieus, unter den Straßengangs zu gewalttätigen Auseinandersetzungen untereinander, aber auch mit Poppern, Skinheadgruppen und der Polizei. Zahlreiche Mitglieder der Streetgangs stiegen in Rotlichtgeschäfte ein. Nach einem Mordfall innerhalb der Streetboys im Jahre 1986 und durch zunehmenden Druck durch die Behörden verloren die Straßengangs zunehmend an Bedeutung und die meisten Gruppen zerfielen.
Der Begriff Bandenkriminalität wurde 2023 in Baden-Württemberg für ein Phänomen rivalisierender gewalttätiger multiethnischer junger Männergruppen im Großraum Stuttgart wieder aufgenommen, um von der jahrzehntelangen Clan-Kriminalität abzugrenzen: „‚Ein neues Phänomen‘ und keine Clan-Kriminalität“, laut Landesinnenminister Thomas Strobl.

### Vereinigte Staaten

#### New York
In den USA wird der Begriff „Gang“ für eine Straßenbande verwendet; bereits in den 1860er-Jahren bildeten sich solche kriminellen Vereinigungen, wie z. B. die irischen Boodles in New York City. Angeschoben durch die Einwanderungswellen verstärkte sich die Bildung ethnischorientierter Straßenbanden. In diesen „Big Five“ genannten klassischen Banden organisierten sich die Iren bei den Whyos, Hudson Dusters oder Gophers, Italiener in der Five Points Gang und osteuropäische Juden in der Eastman Gang. Nach 1900 waren davon im Wesentlichen nur die Eastmans und die Five Pointers übriggeblieben.
Fast alle dieser Big Five wurden von Politikern der Tammany Hall eingespannt; Banden wie die Eastman Gang oder die Whyos boten illegale Dienstleistungen nach einer Preisliste an. Allerdings waren auch die Mafia und die Camorra nach New York City gekommen. Über die Black Hand Gang wurde die Unione Siciliana unterwandert. Die darüber kontrollierten italienischen Stimmen waren mit Sicherheit von besonderem Interesse der Tammany Hall. Gefördert durch die Alkoholprohibition bildeten sich fünf Clans der US-amerikanischen Mafia heraus, die auch die Fünf Familien genannt werden. Dementsprechend kam es zur Auflösung dieser klassischen Straßenbanden von New York City bis 1920.

#### Los Angeles
Als Hochburg des Bandenwesens in den USA gilt zum Beispiel auch die Stadt Los Angeles in Kalifornien. Insbesondere der Stadtteil South Los Angeles ist die gefährlichste Region der Stadt. Hier bekämpfen sich die Bloods und Crips, die 18th Street Gang, die Mara Salvatrucha, und weitere Banden gegenseitig. Außerdem gibt es immer wieder Auseinandersetzungen zwischen Afroamerikanern und Latinos. All diese Gangs beanspruchen ein bestimmtes Territorium und haben jeweils eigene Erkennungszeichen, wie Farben, Kleidung, Tätowierungen, Handzeichen und Graffiti.
Historisch gehen die heutigen Gangs von Los Angeles zurück auf zunehmende Auseinandersetzungen zwischen Schwarzen und Weißen im Lauf der 1940er Jahre. Zu dieser Zeit zogen zahlreiche Schwarze nach Los Angeles, konnten aber in den damaligen ghettos keinen ausreichenden Wohnraum finden. Dem Versuch, aus dem ghetto auszubrechen und in anderen Stadtteilen Wohnraum zu beziehen, setzten die dortigen weißen Einwohner starke Segregationsbestrebungen entgegen, die teilweise bis zur Eintragung von Rassenbeschränkungen in die Grundbücher reichten und weite Teile der Stadt für Nicht-Weiße unzugänglich machten. Nur im Süden und Südwesten, wo die Wohngebiete der unteren, weißen Mittelschicht lagen, konnten Schwarze noch Wohnraum finden, stießen hier aber ebenfalls auf Widerstand.
Mitte bis Ende der 1940er Jahre wurden vor diesem Hintergrund schwarze Anwohner vor den Grenzen des Central-Avenue-ghettos von Gangs weißer Jugendlicher wie den Spookhunters terrorisiert. Im Gegenzug gründeten sich erste schwarze Gangs wie die Businessmen, Slausons oder Flips, die oft den einzigen Schutz vor rassistischen Angriffen boten, zugleich aber auch eine kulturelle oder soziale Heimat darstellten.

## Strafrecht
Aus strafrechtlicher Sicht spielen sowohl Begriffsdefinitionen als auch die Zahl der Mitglieder eine Rolle. Grundlage kann eine informelle Gruppe sein.

### Deutsches Strafrecht
Nach deutschem Strafrecht ist Bande eine Bezeichnung für mehrere Straftäter, die sich zur fortgesetzten Begehung von Raub oder Diebstahl verbunden haben, etwa zu einem Bandendiebstahl oder schweren Bandendiebstahl (§ 244 Abs. 1 Nr. 2, § 244a StGB).
Eine kriminelle oder terroristische Vereinigung ist dagegen nach der Legaldefinition in § 129 Abs. 2 StGB „ein auf längere Dauer angelegter, von einer Festlegung von Rollen der Mitglieder, der Kontinuität der Mitgliedschaft und der Ausprägung der Struktur unabhängiger organisierter Zusammenschluss von mehr als zwei Personen zur Verfolgung eines übergeordneten gemeinsamen Interesses.“
Begehen mindestens zwei Personen die Straftat gemeinschaftlich, so sind sie Mittäter (§ 25 Abs. 2 StGB).
Der aus einer Menschenmenge begangene schwere Hausfriedensbruch (§ 124 StGB) oder Landfriedensbruch (§ 125 StGB) setzt eine unüberschaubare Personengruppe voraus, bei der die genaue Anzahl der handelnden Personen aber nicht bestimmt ist.

### Bandenbegriff
Der Bandenbegriff umfasste nach Auffassung der deutschen Rechtsprechung bis ins Jahr 2001 mindestens zwei, nach einer Entscheidung des Großen Senats für Strafsachen wieder mindestens drei Bandenmitglieder, „die sich mit dem Willen verbunden haben, künftig für eine gewisse Dauer mehrere selbständige, im Einzelnen noch ungewisse Straftaten des im Gesetz genannten Deliktstyps zu begehen“. Die überwiegende Literaturmeinung vertritt ebenfalls den Standpunkt, dass es sich dabei um mindestens drei Bandenmitglieder handeln müsste. Begründet wird dies damit, dass erst bei drei Mitgliedern eine erhöhte Gefährlichkeit besteht, die sich unter anderem aus der Gruppendynamik ergibt. Weiterhin sollen nicht Mittäter von den Bandendelikten erfasst werden, die mit organisierter Kriminalität nichts zu tun haben oder nur einmalig beteiligt waren. Relevant ist der Begriff zum Beispiel beim Tatbestand des Bandendiebstahls nach § 244 Abs. 1 Nr. 2 Strafgesetzbuch (StGB).
Nach der neueren Rechtsprechung des Bundesgerichtshofs ist es nicht mehr notwendig, dass alle Bandenmitglieder gemeinsam vor Ort sind, was eine sogenannte „Aktionsgefahr“ darstellt. Es reicht vielmehr aus, wenn die Bandenmitglieder in beliebiger Form organisatorisch zusammenwirken (Beispiel: einer entwendet die Sache, der andere steht „Schmiere“, der dritte verkauft sie als Hehler). Ausreichend ist allein der Wille, sich mit mindestens zwei anderen zur Begehung zukünftiger Straftaten zu verbinden.
Zudem ist es nach einer Entscheidung des Bundesgerichtshofes aus dem November 2023 auch nicht nötig, dass sich die Bandenmitglieder persönlich kennen. Das Gericht ließ auch eine Mitgliedschaft in einem Internetforum ausreichen, bei dem unter Pseudonymen kinder- und jugendpornographische Inhalte ausgetauscht wurden.